# Любань (Буда-Кошелёвский район)
Любань (бел. Любань) — деревня в Николаевском сельсовете Буда-Кошелёвского района Гомельской области Беларуси.

## География

### Расположение
В 26 км на север от районного центра и железнодорожной станции Буда-Кошелёвская (на линии Жлобин — Гомель), 74 км от Гомеля.

## Транспортная сеть
Транспортные связи по просёлочной дороге, подальше по шоссе Довск — Гомель. Планировка состоит из прямолинейной улицы, ориентированной с юго-востока на северо-запад и застроенной деревянными домами усадебного типа.

## История
По письменным источникам известна с начала XIX века как селение в Рогачёвском уезде Могилёвской губернии. По ревизии 1858 года в составе поместья Самуйлова, владение помещика Варварина. В 1886 году располагались Свято-Николаевская церковь, хлебозапасный магазин. По переписи 1897 года находились: церковь, церковно-приходская школа, хлебозапасный магазин. В 1909 году 693 десятин земли, церковь, школа, в Городецкой волости.
В 1930 году организован колхоз. На фронтах Великой Отечественной войны погибли 25 жителей деревни. В 1959 году в составе совхоза «Путь Ильича» (центр — деревня Николаевка).

## Население

### Численность
- 2018 год — 12 жителей.

### Динамика
- 1816 год — 87 жителей.
- 1858 год — 128 жителей.
- 1886 год — 17 дворов 134 жителя.
- 1897 год — 31 двор, 215 жителей (согласно переписи).
- 1909 год — 33 двора, 386 жителей.
- 1959 год — 235 жителей (согласно переписи).
- 2004 год — 32 хозяйства, 58 жителей.